# Exalead
Exalead [eg'zæli:d] is een Franse zoekmachine die bij het Quaero-project hoort. De firma Exalead werd in 2000 opgericht door François Bourdoncle. Sinds 2004 is de zoekmachine online.
Exalead verschilt op sommige onderdelen vrij veel van de gevestigde zoekmachines. Het is een van de weinige zoekmachines die nog jokertekens toestaat bij een woorddeel. Daarnaast geeft Extralead naast de zoekresultatentekst een miniatuurweergave weer van de achterliggende website. Wanneer een zoekresultaat weergegeven wordt, heeft men de optie te verfijnen op sitetype, taal, gerelateerde zoekopdracht of bestandstype. Destijds was ook nieuw dat Exalead in afbeeldingen, video's en RSS kan doorzoeken.
In 2010 werd het bedrijf overgenomen door Dassault Systèmes en op 4 maart 20142 ontbonden. De zoekfunctie is anno 2023 nog actief maar de zoekindex werd na 2014 niet meer bijgewerkt. 